# Lilium lancifolium
Lis tigré
Espèce
Classification APG III (2009)
Lilium lancifolium (aussi appelé lis tigré, mais ce nom est attribué à plusieurs espèces) est une espèce de lys originaire d'Asie de l'Est (Chine, Corée, Japon).
Synonyme
- Lilium tigrinum Ker Gawl.

## Description
Comme les autres Lys, les fleurs sont portées par une tige érigée de 80 à 200 cm de haut. Les feuilles, lancéolées, mesurent 6 à 9 cm de long et 1 à 2 cm de large. À l'aisselle de celles-ci la plante produit des bulbilles assurant à la plante un moyen de dissémination végétatif.

## Habitat

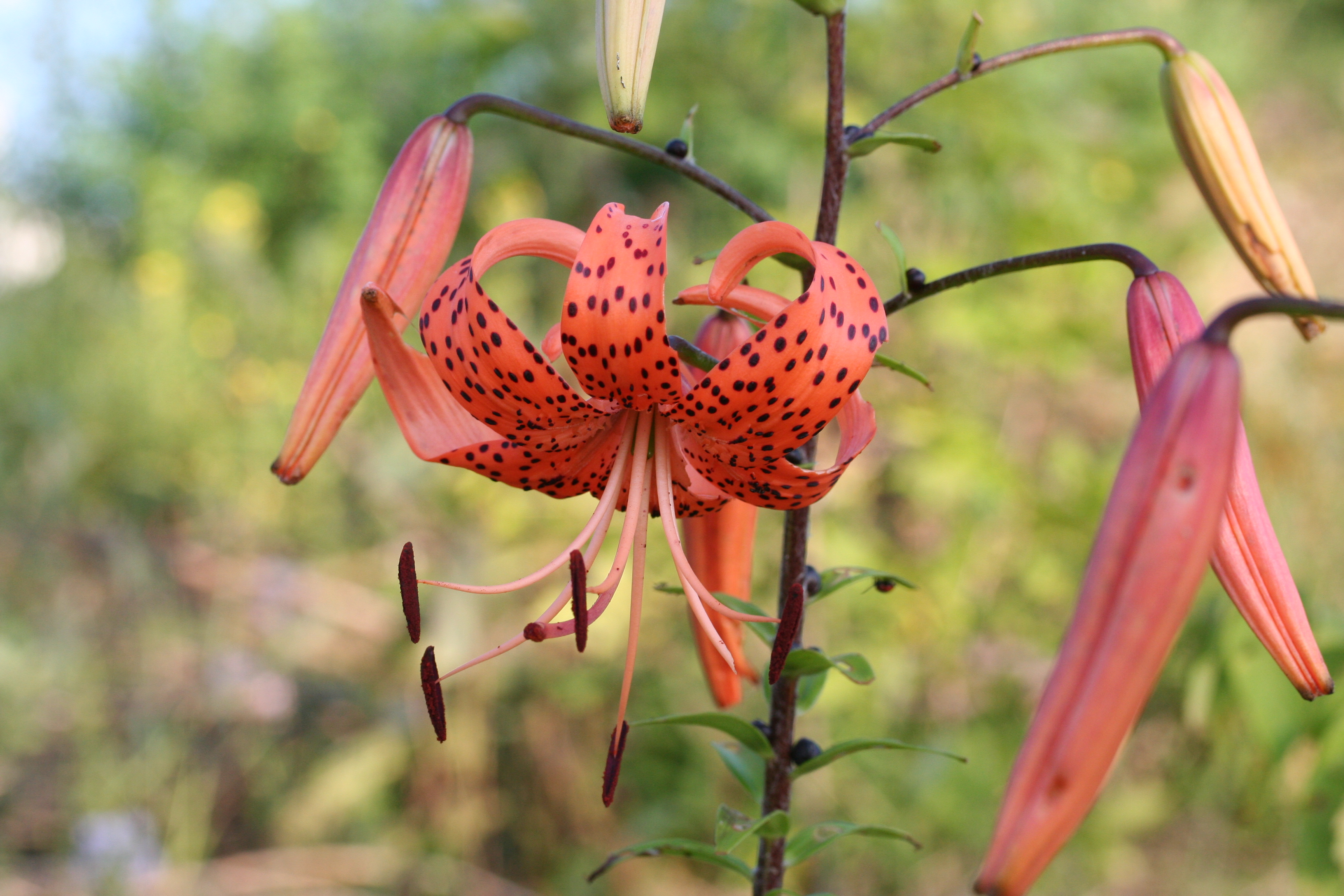
Lilium tigrinum Ker-Gawler. Batiscan, Québec, Canada.

L'espèce est cultivée en Asie, notamment au Japon, pour ses bulbilles comestibles et pour l'ornementation.
Elle a été naturalisée dans certaines régions d'Amérique du Nord. Elle est connue dans les pays anglo-saxons sous le nom de Tiger Lily (lis tigré), qui désigne cependant aussi plusieurs autres espèces.

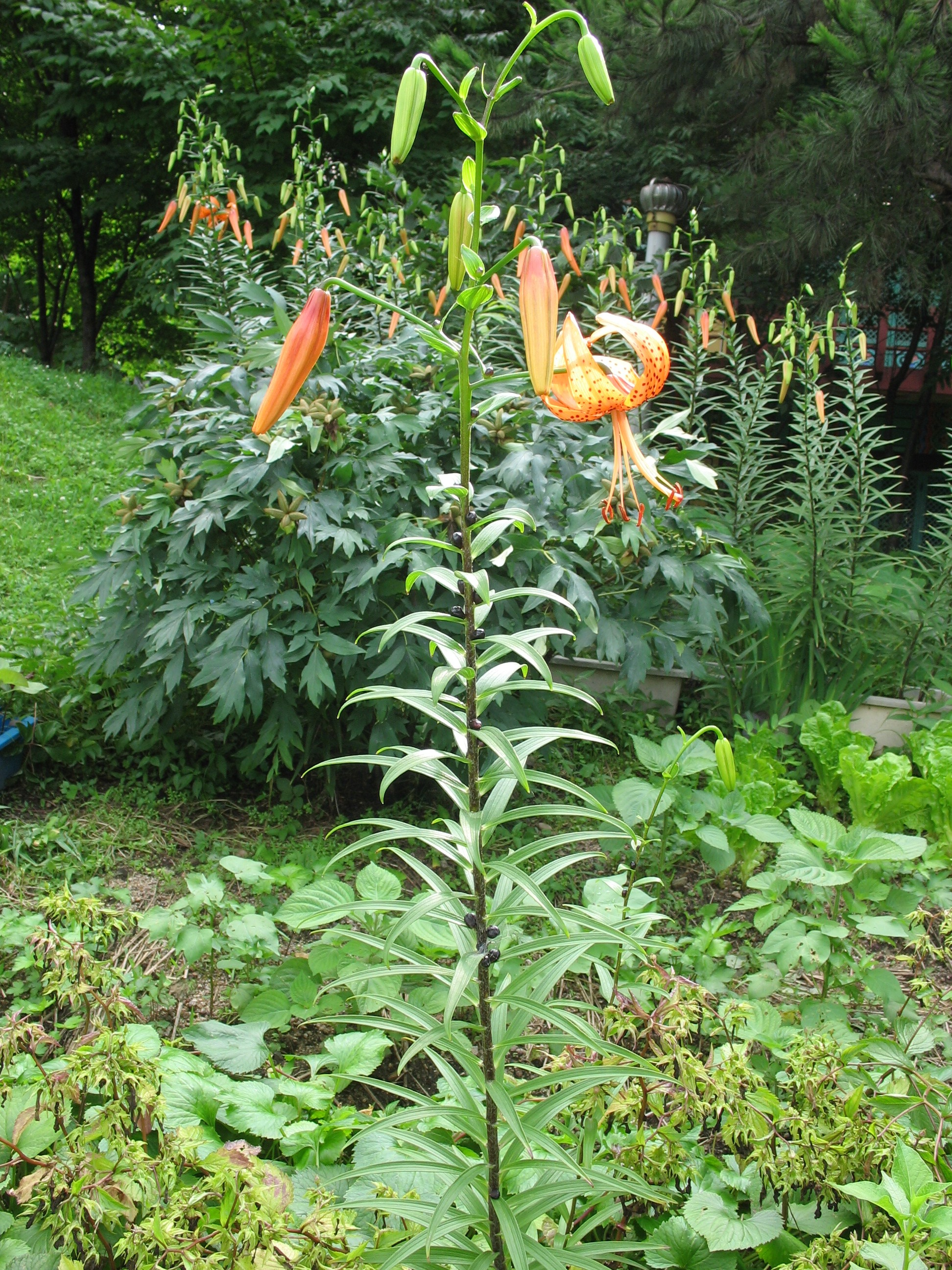
Un plant vu entièrement. On peut distinguer les bulbilles noirs à l'aisselle de quelques feuilles